# Kirkoswald Castle

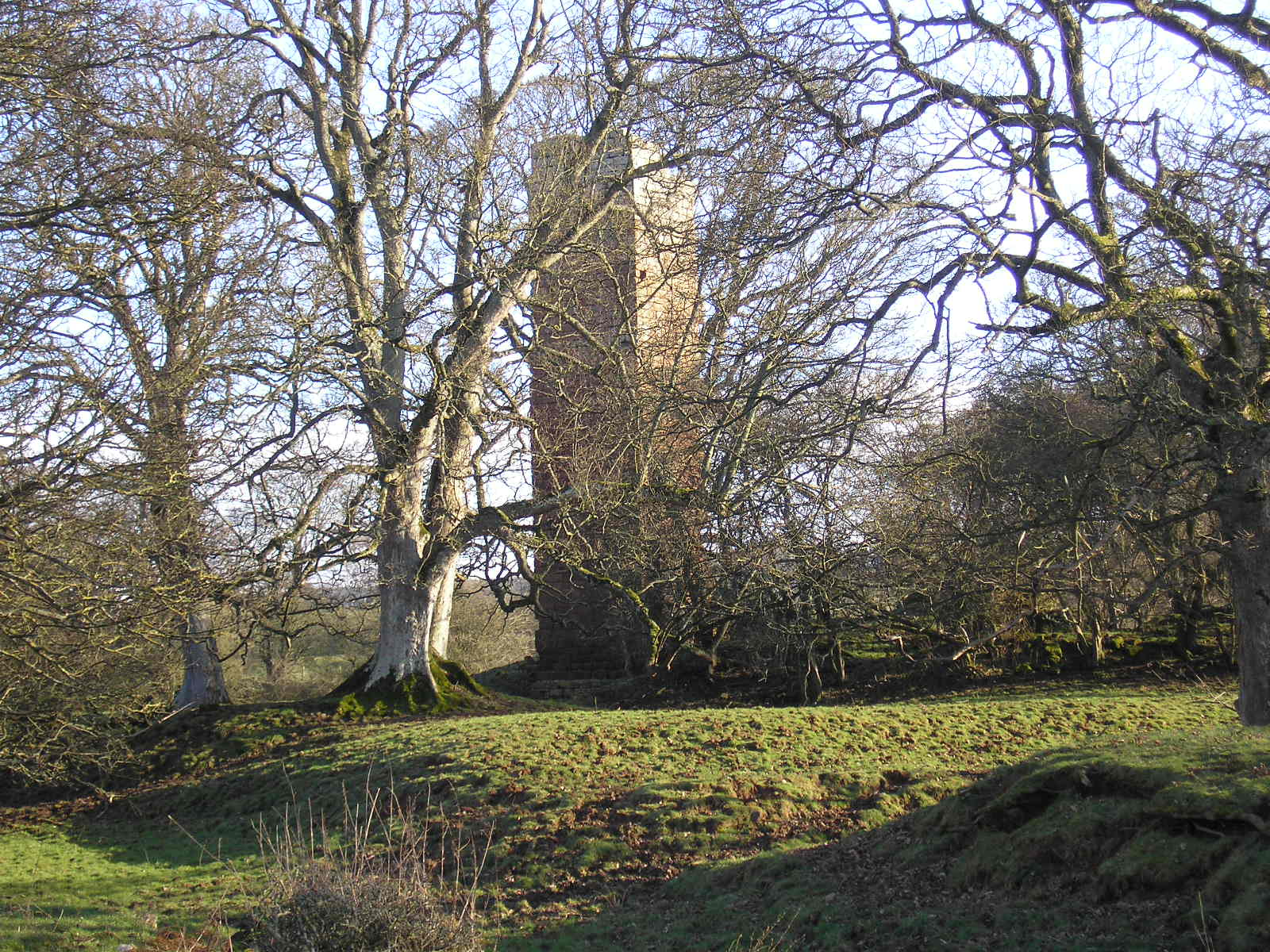
Die Überreste von Kirkoswald Castle

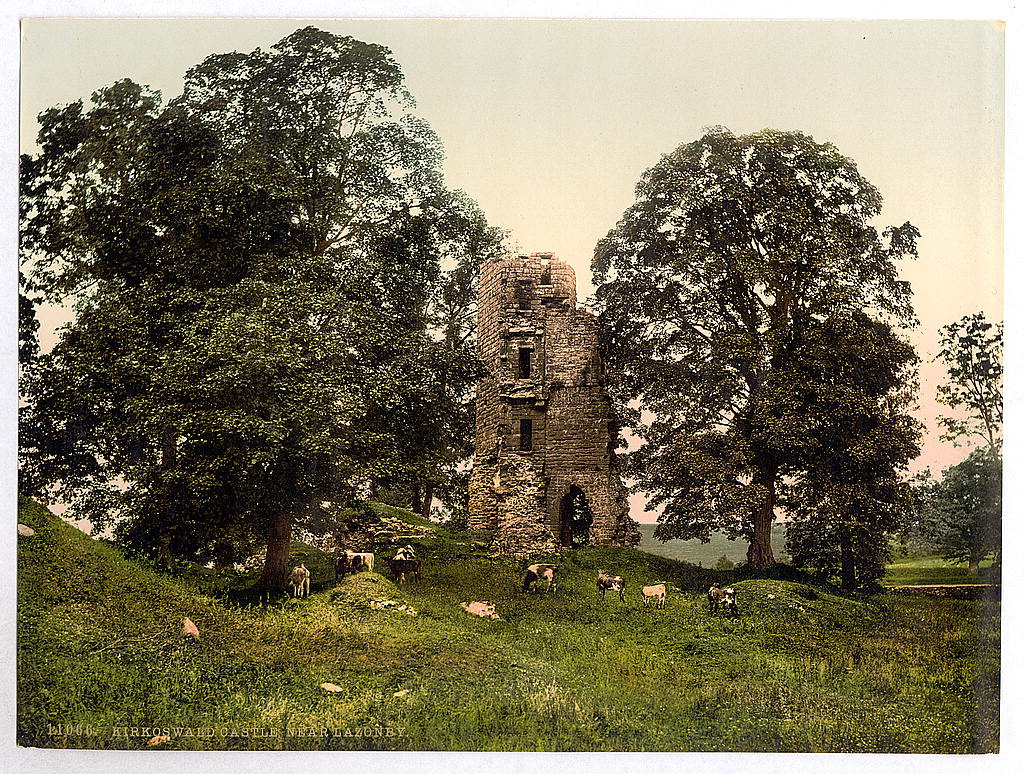
Kirkoswald Castle um 1895

Kirkoswald Castle ist eine Burgruine im Dorf Kirkoswald in der englischen Grafschaft Cumbria. Es wurde aus dem lokalen, roten Penrith-Sandstein gebaut und Teile davon stehen noch heute.

## Geschichte
König Johann Ohneland gewährte Hugh de Morville 1201 die Erlaubnis, sein schon existierendes Herrenhaus zu befestigen (engl.: „Licence to Crenellate“). 1314 wurde das Gebäude von den Schotten zerstört und 1317 wieder aufgebaut. 1485 wurde die Burg wesentlich erweitert und mit einem Graben umschlossen. Nach dem Tod von Thomas Dacre, 2. Baron Dacre, 1525 wurden die Glasfenster, die Holzvertäfelungen und die Balkendecken nach Naworth Castle gebracht.
Zwischen 1610 und 1688 wurde Kirkoswald Castle teilweise abgerissen.

## Heutiger Zustand
Das Anwesen liegt heute auf einer landwirtschaftlich genutzten Fläche. Es besteht aus dem Graben und einigen Gebäuden, z. B. einem Turm, der heute noch sichtbar ist. Ein öffentlicher Fußweg führt in die Nähe des Anwesens, das aber aus Sicherheitsgründen nicht betreten werden soll.